# Fagopyrum lineare
Fagopyrum lineare (Sam.) Haraldson – gatunek rośliny z rodziny rdestowatych (Polygonaceae Juss.). Występuje naturalnie w południowych Chinach – w prowincji Junnan. 

## Morfologia
PokrójRoślina jednoroczna dorastająca do 30–40 cm wysokości.
LiścieIch blaszka liściowa ma równowąski kształt. Mierzy 15–30 mm długości oraz 2–5 mm szerokości, o oszczepowatej nasadzie i ostrym wierzchołku. Ogonek liściowy jest nagi i osiąga 2–4 mm długości. Gatka ma brązową barwę, jest błoniasta i dorasta do 2–3 mm długości.
KwiatyZebrane w grona, rozwijają się w kątach pędów lub na ich szczytach. Listki okwiatu mają eliptyczny kształt i barwę od białej do różowawej, mierzą do 2 mm długości.
OwoceTrójboczne niełupki o elipsoidalnym kształcie.

## Biologia i ekologia
Rośnie na łąkach oraz skrajach lasów. Występuje na wysokości od 1700 do 2200 m n.p.m. Kwitnie od sierpnia do października, natomiast owoce dojrzewają od września do listopada.